# Fabryka Elementów Złącznych
Fabryka Elementów Złącznych – jeden z najstarszych zakładów przemysłowych w Siemianowicach Śląskich. Jego historia sięga 1868 roku, przez co jest jednym z nielicznych zakładów w Polsce gdzie produkcja trwa nieprzerwanie przez 3 wieki: XIX, XX, XXI.
Głównym zakresem produkcji zakładu jest wytwarzanie elementów złącznych metodą kucia na gorąco:
- śruby od M20 do M52,
- śruby kielichowe,
- nakrętki od M22 do M48,
- nakrętki koronkowe,
- podkładki sprężyste,
- elementy przytwierdzeń szyn,
- elementy obudów góniczych.

## Historia
Fabrykę założył mistrz kowalski Hugo Wilhelm Fitzner w 1868 roku, początkowo jako warsztat rzemieślniczy, który szybko rozrósł się do rozmiaru dużego zakładu produkcyjnego. Pierwsza fabryka zaistniałą pod nazwą Nieten Fabrik (Fabryka Nitów), a rok później obok niej Kessel Fabrik (Fabryka Kotłów).
Po jego śmierci fabryki przejmują synowie:
- Wilhelm Fitzner – Fabrykę Kotłów („W. Fitzner” Sp. z ogr. odp. Fabryka Kotłów w Siemianowicach)
- Richard Fitzner – Fabrykę Nitów.

Wkrótce po przejęciu Fabryka Nitów rozszerzyła produkcję o śruby i nakrętki zmieniając przy tym nazwę na R.Fitzner/Schrauben und Nieten Fabrik.
Od 1880 roku wprowadzono nowy asortyment produkcyjny. Były nim elementy taboru kolejowego: śrub, elementy do mocowania podkładów, podkłady kolejowe, gwoździe do szyn, śruby hakowe, śruby do podkładów kolejowych, aż do części wagonów.
Rozpoczęto także produkcje elementów ocynkowanych.
Na koniec XIX wieku fabryka osiągnęła status lidera w produkcji elementów złącznych.
Do pracy wykorzystywane były maszyny głównie własnej produkcji. Od 1906 roku produkcja odbywała się również na angielskiej maszynie Bradley, natomiast materiał dostarczany był z pobliskiej Huty Laura.
W 1907 roku fabryka została przekształcona w spółkę z ograniczoną odpowiedzialnością, a głównym udziałowcem były Spółka Zjednoczone Huty Królewska i Laura, co wpłynęło na dynamiczny rozwój fabryki. W 1908 roku zelektryfikowano zakłady.
W latach 1945–1948 fabryka przyjęła nazwę Fitznerowska Fabryka Śrub i Nitów, ale po nacjonalizacji w 1951 roku fabryka zaczęła funkcjonować pod nazwą Siemianowicka Fabryka Śrub i Nitów.
Ostateczna nazwa ustaliła się w 1987 roku i była następstwem zmian organizacyjnych oraz restrukturyzacji przedsiębiorstwa i rozszerzeniem asortymentu produkcji. Dnia 23 października 1987 roku zakład przyjął ostatecznie aktualną nazwę Fabryka Elementów Złącznych, a od 1 marca 1999 roku przedsiębiorstwo funkcjonuje w formie spółki akcyjnej.